# علي السبتي
علي حسين السبتي (1935-2021) شاعر كويتي. ولد في مدينة الكويت. حصل على شهادة الصف الرابع المتوسّط من المدرسة المباركية. عمل مديرًا عامًا لمؤسسة أهليّة ورئيسًا لتحرير مجلّة اليقظة وكانت له زاوية في جريدة الوطن بعنوان من الديوانيّة وهو عضو رابطة الأدباء في الكويت وجمعية الصحفيين. من دواوينه الشعرية بيت من نجوم الصيف 1969 وأشعار في الهواء الطلق 1980 ووعادت الأشعار 1997 .

## السيرة الذاتية
الشاعر علي حسين السبتي من مواليد الكويت عام 1936م.
يعتبر أحد شعراء الكويت البارزين الذين واكبوا حركة الشعر الحديث·
ساهم بعطائه الشعري منذ بدايات الحركة الشعرية الحديثة في الكويت·
كتب قصصاً ومقالات أدبية واجتماعية، تنشر في الدوريات الكويتية والعربية·
- عضو رابطة الأدباء في الكويت·
- عضو جمعة الصحافيين الكويتية·

## عمله
- رأس تحرير مجلة (اليقظة) الكويتية لفترة طويلة·

## دواوينه الشعرية
- (بيت من نجوم الصيف) ديوان شعر صدرت الطبعة الأولى عام 1969، والطبعة الثانية عام 1982·
- (أشعار في الهواء الطلق) صدر عام 1974·
- (وعادت الأشعار)

## دراسات نقدية حول شعره
تناولت أشعار علي السبتي الكثير من الدراسات النقدية منها:
- كتاب الدكتور إبراهيم عبد الرحمن محمد (بين القديم والجديد)، دراسة في الأدب والنقد 1987·
- كتاب الدكتور محمد حسن عبد الله (التيار التجديدي في الشعر الكويتي)، دراسة في المضمون والشكل 1989·
- كتاب الدكتورة سعاد عبد الوهاب العبد الرحمن (الاغتراب في الشعر الكويتي)، حوليات كلية الآداب - جامعة الكويت 1994·

## قالوا عن الشاعر علي السبتي
تقول الدكتورة نورية الرومي: (إن المواجهة التي كانت تشغله مواجهة اجتماعية، حملته على الإحساس بالظلم في وطنه، وفي غير وطنه من البلدان الأخرى التي كان يراها، كما حملته على أن يرى وطنه رؤيتين متناقضتين· ويهمنا من هذا الشعر ناحية أخرى هي تلك الإشارات المتعددة التي أخذ شعراء هذا التيار يكثرون من ترديدها في أشعارهم، ويتخذون منها رموزاً لتلك القضايا التي كانت تؤرقهم، وأحاسيس الغربة والظلم التي كانت تطاردهم)·
وعن تناول الشاعر علي السبتي المشكلات الاجتماعية في أشعاره يقول الدكتور إبراهيم عبد الرحمن محمد: (إن الشاعر قد دخل بأشعاره إلى دائرة الالتزام الاجتماعي، ووقف فنه على قضايا بعينها برغم إنسانيتها، فقد حبست طاقته الشعرية في دائرة من المشكلات المحلية، وحالت بينه وبين أن ينطلق على سجيته في تصوير عواطفه)·
لقد صور شاعرنا علي السبتي بقصائده حالات التمرد والقلق·
وعن وسائل التكرار التي يستخدمها بعض الشعراء في القصيدة، والتي لها دور تعبيري واضح يقول الأستاذ سالم عباس خدادة: (لا تخلو قصائد علي السبتي من أسلوب التكرار الذي يأتي به لدعم إحساس معين أو تصوير موقف محدد، يقول في إحدى قصائده):
ويرى الدكتور عبدالله العتيبي أن الشاعر السبتي عاش تجربة التغيير الاجتماعي في الكويت، فهو بحق: (من جيل مخضرمي الكويت، عاش حياة الكويت القديمة بكل ثبات الواقع الاجتماعي وتقليديته المتمثلة في استقرار قيم مناخه الثقافي، وعاش مرحلة التطور الاجتماعي، وشهد، بكل وعي وإدراك، سرعة هذا التطور، ومدى انعكاسه على حركة المجتمع، واتساع مكونات هذا المجتمع الطبقية وتعقدها، وأهم من ذلك كله إدراك شاعرنا لحقيقة الصراع التقليدي المشروع بين المحافظين وجيل الشباب المنسجم بطبعه مع حركة التجديد)·
وحول ديوان (بيت من نجوم الصيف) يؤكد الدكتور العتيبي على أنه: (خلاصة واقع الستينات الشعري بكل تطلعات الجيل الجديد المتمرد، على كل من حوله وما حوله بفعل توهج الشعور القومي في الفكر والسياسة في الوطن العربي)·
وعن المدينة في شعر علي السبتي تقول الدكتورة سعاد عبد الوهاب العبد الرحمن: (تظهر المدينة في شعر علي السبتي، مدينة الكويت، وإن لم ينص عليها، إنها مدينة أصحاب القصور والكاديلاك، ولهذا ينبغي أن تتغير لتصنع المستقبل، وإلا فإنه لا أمل)·

## مؤلفاته
كتب السبتي عن المدينة ثلاث قصائد هي حسب ترتيبها الزمني:
- عودة إلى الأرض الخراب سبتمبر 1964
- الليل في المدينة ديسمبر 1964
- مدينة ناسها بشر ديسمبر 1966·

يمتاز أسلوبه بالسلاسة والوضوح والمفردات المختارة التي تدل على مقدرة بأسرار التراكيب اللغوية، كما تدل معظم قصائده على تسجيل المشكلات الاجتماعية والوطنية والتقاليد الاجتماعية، وعلاقة ذلك بالإنسان والأرض والذات والغربة والاغتراب، إن العلاقة وطيدة بين الشاعر علي السبتي وبين المفردة الشعرية والكويت والذات والآخرين، وقد يطور ذلك مع تطور المجتمع·
الشاعر علي السبتي صادق مع نفسه ومع الآخرين لأنه يمثل جزءاً منهم·
وقصائده تعكس ذاته التي هي جزء من ذات الآخرين، وجزء من قضايا المجتمع، يقول:
الشاعر علي السبتي كان صديقاً حميماً للشاعر الراحل (بدر شاكر السياب) رائد الشعر الحديث، معه غزل خيوط الصداقة والذكريات والأماني والصدمات التي كانت سبباً في تفجير طاقة الشعر عنده·
يقول الأستاذ (ناجي علوش) الذي كتب مقدمة ديوان بدر شاكر السياب:
ذات يوم أخبرني الشاعر الكويتي علي السبتي أن بدراً سيأتي إلى الكويت للعلاج بعد مرض عضال أصابه، فاتفقنا على أن نستقبله في المطار، وذهبت في الموعد المحدد لوصوله إلى المطار·

## وفاة الشاعر بدر السياب ووقفة علي السبتي
عندما توفي بدر شاكر السياب بتاريخ 1964/12/24 في المستشفى الأميري في الكويت، حمل الشاعر علي السبتي جثمان صديقه، وسار به إلى منزله في البصرة·

## وصلات خارجية
- موضوع في موقع تاريخ الكويت حول الشاعر علي السبتي
- صفحة علي السبتي في موقع مؤسسة عبد العزيز سعود البابطين للإبداع الشعري